# Daun (Adelsgeschlecht)

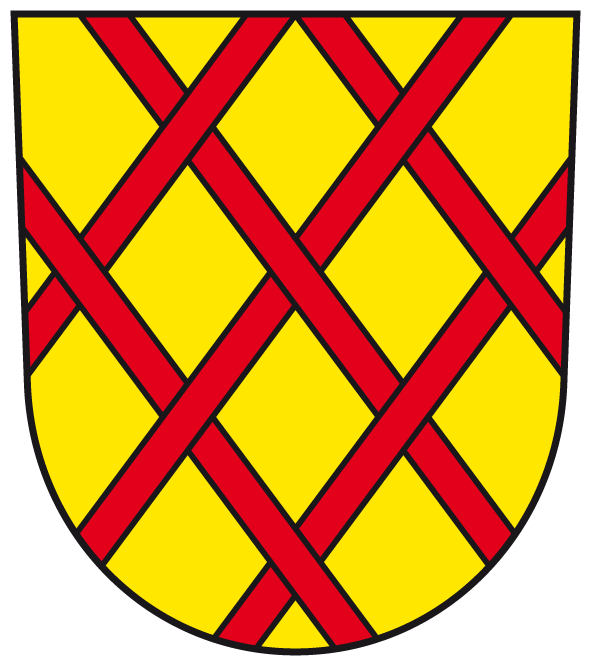
Wappen des Adelsgeschlechts Daun, das auch von der Stadt Daun geführt wird

Die Herren von Daun waren ursprünglich ein edelfreies Geschlecht auf der Burg Daun im heutigen Landkreis Vulkaneifel (Rheinland-Pfalz). Diese starben 1163 aus. Ein Ministeriale (unfreier Dienstmann) dieses Geschlechtes, Richardus de Duna, übernahm sodann die Burg, die Grundherrschaft und den Namen seiner früheren Herren. Er begründete damit das zweite Dauner Adelsgeschlecht, das im 14. Jahrhundert durch Erzbischof Balduin von Trier unter seine Lehnsherrschaft gezwungen wurde. Seither unterstanden die Herren von Daun mit ihren zahlreichen hörigen Ortschaften im Eifel-Mosel-Raum dem Erzstift Trier. Sie teilten sich in die Linien Daun und Oberstein-Falkenstein, wobei die Letztere auch im Raum Rhein/Ruhr Besitztümer erbte. 1643 wurde das Geschlecht in den Reichsgrafenstand erhoben. 1682 erlosch die Linie Oberstein-Falkenstein.
1657 trat Graf Wilhelm Johann Anton (1621–1706) aus der Dauner Linie in österreichische Dienste und wurde Feldmarschall. Auch die nachfolgenden Generationen stiegen in hohe Militärpositionen auf, wodurch sich der Schwerpunkt der Familie nach Österreich verlagerte. Infolge von Heiraten und Erbschaften kam die Familie an umfangreiche Güter in Mähren. 1711 erhielt Graf Wirich Philipp für militärische Verdienste den erblichen Titel eines Fürsten von Teano. 1904 ist das Gesamtgeschlecht mit dem mährischen Zweig erloschen.

## Geschichte

### Daun

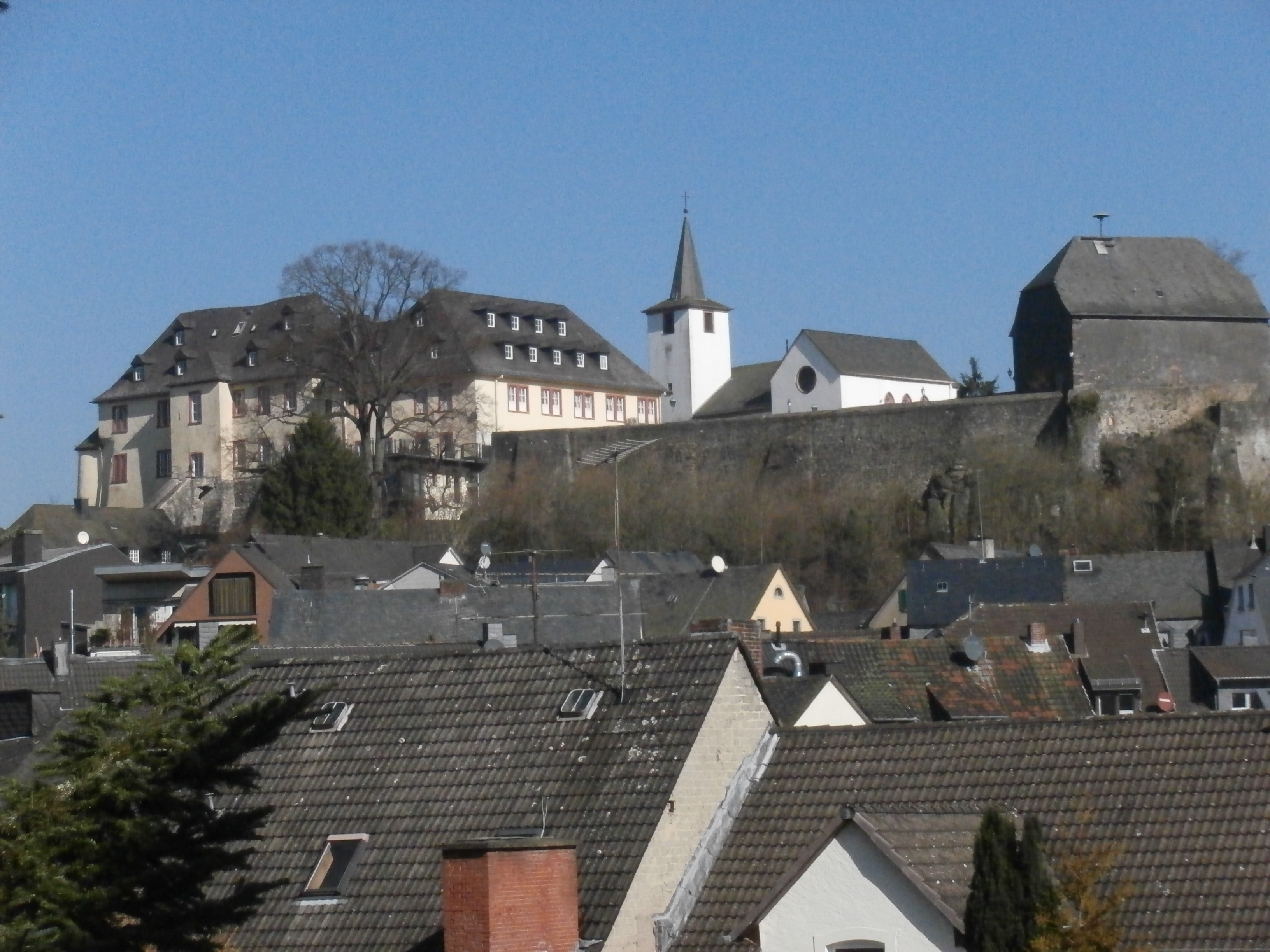
Burg Daun in der Vulkaneifel

Nachdem das ältere freie Herrengeschlecht auf Burg Daun im Jahre 1163 ausgestorben war, hatte ein Dienstmann dieses Geschlechtes, Richardus de Duna, die Burg mit Grundherrschaft sowie den Namen seiner früheren Herren übernommen. Ob diese auch bereits das Wappen mit dem Dauner Gitter geführt hatten, ist unbekannt.
1340 nahm Gilles von Daun die Herrschaft von König Johann von Böhmen aus dem Haus Luxemburg zu Lehen. Dessen Onkel, der Trierer Erzbischof Balduin von Luxemburg, zwang Gilles 1353 durch Eroberung der Burg unter die Lehnsherrschaft des Erzstifts Trier. Seitdem gehörte Daun landesherrlich zum Kurfürstentum Trier, geistlich weiterhin zum Erzbistum Köln. Jahrhundertelang herrschten die Herren von Daun dann unter der Oberhoheit des Trierer Kurfürsten über zahlreiche Ortschaften im Eifel-Mosel-Raum. Später teilten sich mehrere Zweige der Familie jeweils Teile der Burg, die dadurch zur Ganerbenburg wurde. Nach 1398 wurde die zerstörte Stadt Daun auf der anderen Seite der Burg wieder angelegt, die steile Seite zur Lieser hin wurde erst im 19. Jahrhundert wieder besiedelt. Die lückenlose Stammreihe des zweiten Dauner Adelsgeschlechts beginnt um 1450.
1643 wurden die Burgherren in den Reichsgrafenstand erhoben und nannten sich nun „Grafen und Herren von und zu Daun“. Der letzte Graf, der die Burg Daun bewohnte, war Philipp Ernst von und zu Daun. 1657 trat sein Bruder, Wilhelm Johann Anton Graf Daun, in österreichische Dienste. Die bereits im Dreißigjährigen Krieg stark beschädigte Burg wurde nach dem Tod des Grafen Philipp Ernst 1671 vom Kurfürsten mit einem Amtmann besetzt, der einen Teil des eingenommenen Zehnten an den Bruder und dessen Nachfahren in Österreich auszahlte. Im Pfälzischen Erbfolgekrieg wurde die Burg, wie die meisten Pfälzer Schlösser, durch französische Truppen des Königs Ludwig XIV. zerstört. 1714/22 verkauften die Grafen alle hiesigen Besitztümer an Kurtrier, das die Burg als kurfürstliches Jagdschloss wieder aufbauen ließ.

### Oberstein und Falkenstein

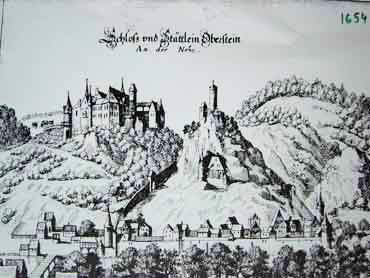
Oberstein mit Schloss Oberstein (links) und Burg Bosselstein (bei Matthäus Merian)

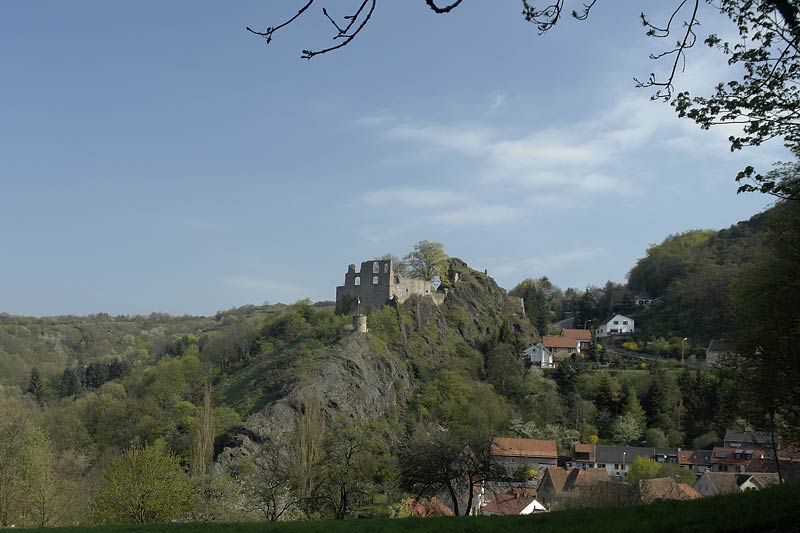
Burg Falkenstein (Pfalz)

1250 heiratete Wirich von Daun eine Gud(run) von Oberstein aus dem Geschlecht der Herren von Oberstein auf Burg Bosselstein (in Idar-Oberstein). Dadurch erhielt er einen Anteil der Herrschaft Oberstein im Hunsrück. Seine Linie nannte sich nun Daun-Oberstein. Besitzstreitigkeiten zwischen den Herren von Oberstein und den Herren von Daun-Oberstein um die Burg Bosselstein führten um 1320 zur Erbauung der benachbarten Burg Oberstein durch die Daun-Obersteiner, während der Bosselstein den Obersteinern verblieb. Das Schloss Oberstein blieb bis 1624 Sitz der Herren und später Grafen von Daun-Oberstein. 1697, im Zuge des Pfälzischen Erbfolgekriegs, wurde die Burg von französischen Truppen gesprengt.
1456 erwarb Wirich IV. von Daun-Oberstein die Herrschaft Falkenstein im Nordpfälzer Bergland, wodurch die Linie Daun-Falkenstein entstand. Die Lehnsrechte gab Kaiser Friedrich III. an das Herzogtum Lothringen. Kaiser Maximilian I. erhob die Herrschaft Falkenstein 1518 zur Grafschaft, worauf sich Wirich und seine Nachkommen Grafen zu Daun-Falkenstein nannten.
Philipp von Daun-Oberstein amtierte von 1508 bis 1515 als Kurfürst und Erzbischof von Köln. Sein Neffe Wirich V. von Daun-Falkenstein (* um 1473; † 1546) konnte sich einen Namen als Diplomat und militärischer Befehlshaber im Dienst des Herzogs Johann von Jülich-Kleve-Berg machen und den Einfluss seiner Familie erheblich erweitern. Wirichs Ehefrau Irmgard von Sayn erbte von ihrem Adoptivvater Graf Johann von Limburg-Broich einen großen Anteil an der Grafschaft Limburg mit Schloss Hohenlimburg sowie einer Reihe von weiteren Herrschaften und Gütern, darunter Linnep, Broich und Bürgel, wodurch neben Oberstein und Falkenstein ein zweiter Besitzschwerpunkt im nördlichen Rheinland und im Ruhrgebiet entstand. Ebenso wie die pfälzischen Stammherrschaften, die vom Herzogtum Lothringen zu Lehen gingen, war auch die Grafschaft Limburg als Lehen des Herzogtums Berg kein reichsunmittelbares Territorium.
1542 gab Wirich die Grafschaft Limburg seiner Tochter Amöna, verheiratet mit Graf Gumprecht IV. von Neuenahr-Alpen, als Mitgift. 1546 teilte er sein restliches Erbe: Der Sohn Johann († 1579) erhielt die Grafschaft Falkenstein und Philipp II. († 1554) die Herrschaft Oberstein sowie die rheinischen Herrschaften Broich und Bürgel. Der Güterbesitz wurde dadurch zersplittert und konnte erst 1636 wieder in einer Hand vereinigt werden, als Wilhelm Wirich von Daun-Falkenstein auf Broich und Bürgel durch das Testament seines Onkels 3. Grades, Franz Christoph von Daun-Oberstein, die Grafschaft Falkenstein zugesprochen erhielt. 1667 verkaufte Wilhelm Wirich von Daun-Falkenstein die mittlerweile durch den Dreißigjährigen Krieg verarmte Grafschaft Falkenstein an Herzog Karl IV. von Lothringen, nachdem sein einziger Sohn gestorben war; mit seinem Tod 1682 ist die Linie Daun-Falkenstein im Mannesstamm erloschen.

### Österreich und Mähren
Wilhelm Johann Anton Graf Daun (1621–1706), Bruder des in Daun residierenden Grafen Philipp Ernst, trat 1657 in österreichische Dienste und wurde 1694 Feldmarschall. 1658 erwarb er das Schloss Ladendorf im niederösterreichischen Weinviertel. Seine Söhne waren Heinrich Dietrich Martin Joseph Graf Daun (1678–1761; später Feldmarschall und Hofkriegsrat) und Heinrich Richard Lorenz Graf Daun (1673–1729; später Feldmarschallleutnant) sowie Wirich Philipp Graf Daun (1669–1741; später ebenfalls Feldmarschall), der seine militärische Laufbahn im Regiment seines Vaters begann und ab 1713 das Palais Daun-Kinsky in Wien erbauen ließ. Heinrich Richard Lorenz’ Tochter Eleonora Ernestina (1721–1789) heiratete 1745 den portugiesischen Gesandten in Wien und späteren Premierminister Sebastião José de Carvalho e Melo, Marquês de Pombal.
1657 erhielten die Daun den niederösterreichischen Herrenstand, 1684 das böhmische Inkolat, 1686 den niederösterreichischen alten Herrenstand, 1688 das ungarische Indigenat.
Wirich Philipp Graf Daun wurde für seine militärischen Verdienste 1711 zum Fürsten von Teano (heute in der Provinz Caserta) erhoben sowie zum spanischen Granden ernannt und mit dem Goldenen Vließ ausgezeichnet. Sein Sohn Leopold Joseph Graf Daun (1705–1766) war einer der bedeutendsten österreichischen Feldmarschälle im Siebenjährigen Krieg. Die Grafen Wirich und Leopold Daun unterhielten enge Kontakte zum Kaiserhaus und wurden nach ihrem Tod in der Georgskapelle der Wiener Augustinerkirche beigesetzt. Das Palais Daun in Wien wurde 1764 verkauft.
1736 erbten die Daun die mährische Burg Bítov (Vöttau); in Znaim ließen sie sich das Palais Daun als Stadtsitz errichten. In Mähren erbten sie aus dem Nachlass des Maximilian Jankovsky von Vlasching 1752 die Güter Unter-Latein und Ober-Latein und 1755, nach einem von Königin Maria Theresia zugunsten des Feldmarschalls Heinrich Dietrich Martin Joseph Graf Daun entschiedenen Erbstreit, außerdem die Güter Skalitz, Ober-Kaunitz, Chlupitz und Allingau. 1798 erwarben sie die Herrschaft Röschitz mit Kordula und 1828 die Herrschaft Biskupitz. Zu den mährischen Herrschaften gehörten etwa 2.400 Untertanen.
Zeitweise besaßen sie auch das Neue Schloss in Laxenburg. Nach dem Aussterben des österreichischen Zweiges der Daun im Mannesstamm ging ihr Besitz 1851 auf dem Erbweg an einen Zweig der nikolaischen Linie der Grafen Pálffy von Erdőd über. Sie erlangten daraufhin 1853 die Namens- und Wappenvereinigung Pálffy-Daun von Erdőd sowie 1876 die österreichische Genehmigung zur Fortführung des Titels eines Fürsten von Teano. Die ungarische Genehmigung zur Fortführung dieses Fürstentitels wurde 1879 gegeben.
Der mährische Zweig und damit das Gesamtgeschlecht erlosch 1904 mit Ottokar Graf von Daun, Herr auf Bítov, Rešice usw. Auf der Grundlage eines Familienerbvertrages fielen die mährischen Güter an die vier Kinder aus der Ehe von Bertha Gräfin von Daun († 1856) und Karl Wilhelm Graf von Haugwitz, die sich jedoch nicht über die Aufteilung des Erbes einigen konnten, sodass es zum Verkauf kam.

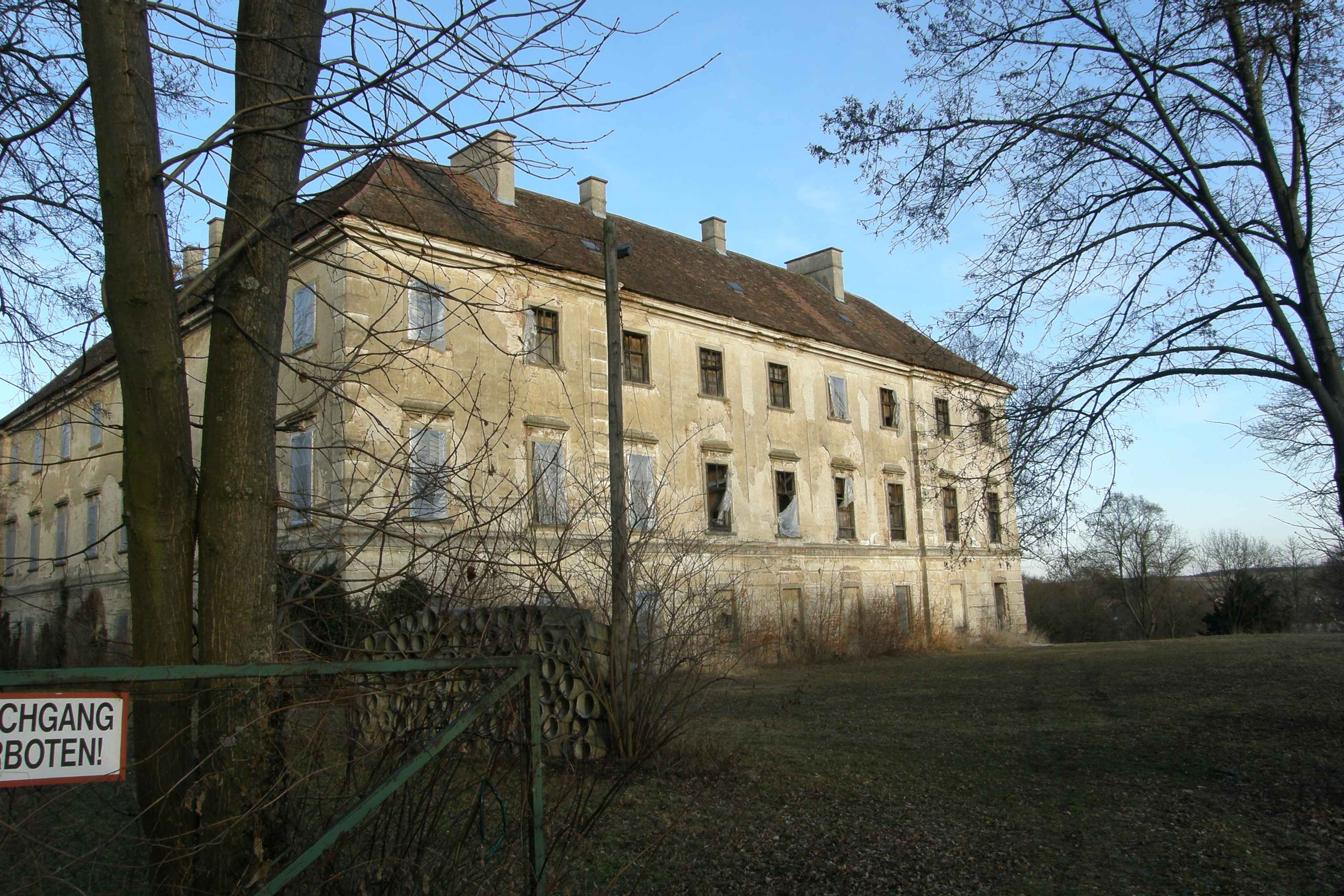
Schloss Ladendorf im Weinviertel, Niederösterreich
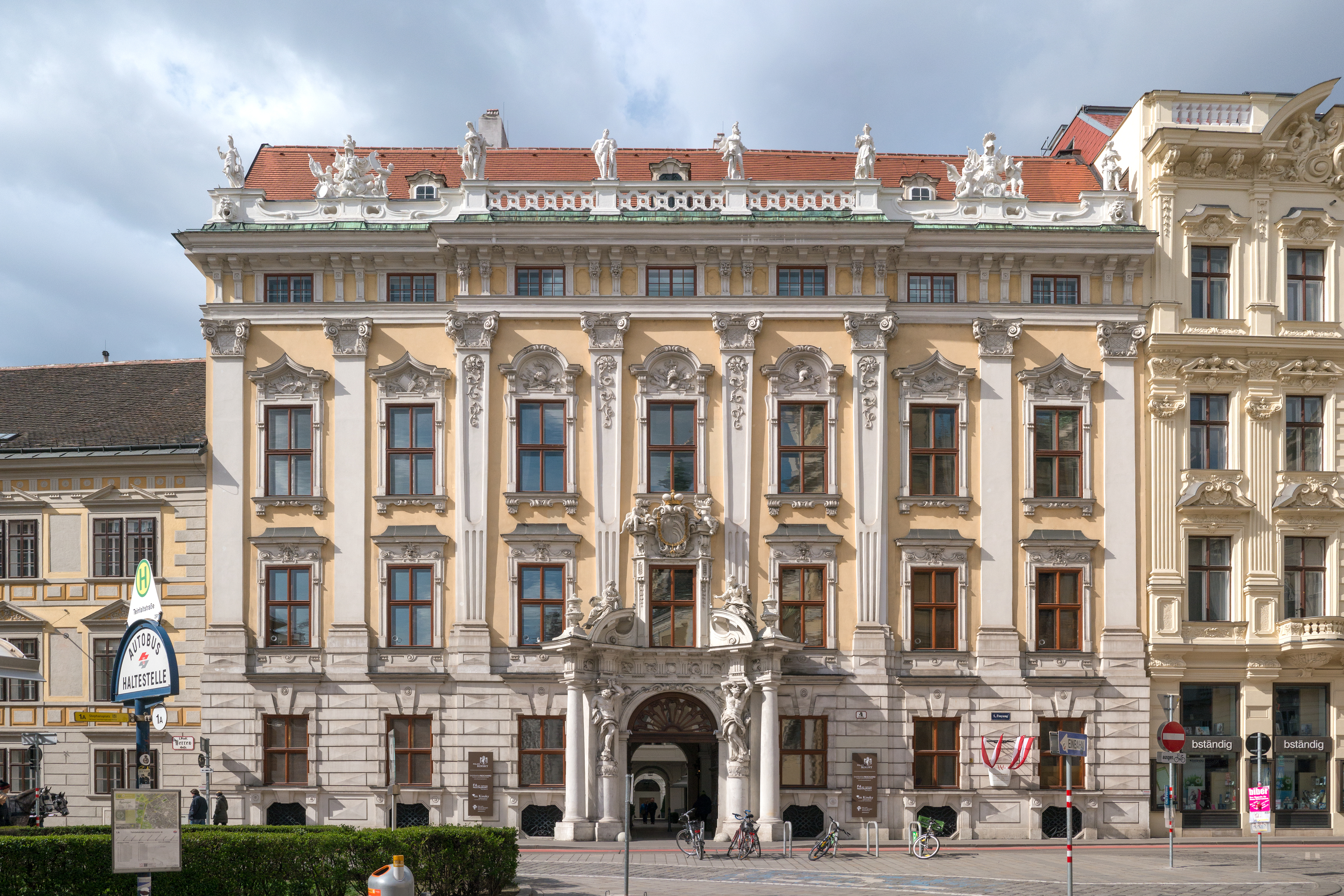
Palais Daun-Kinsky in Wien
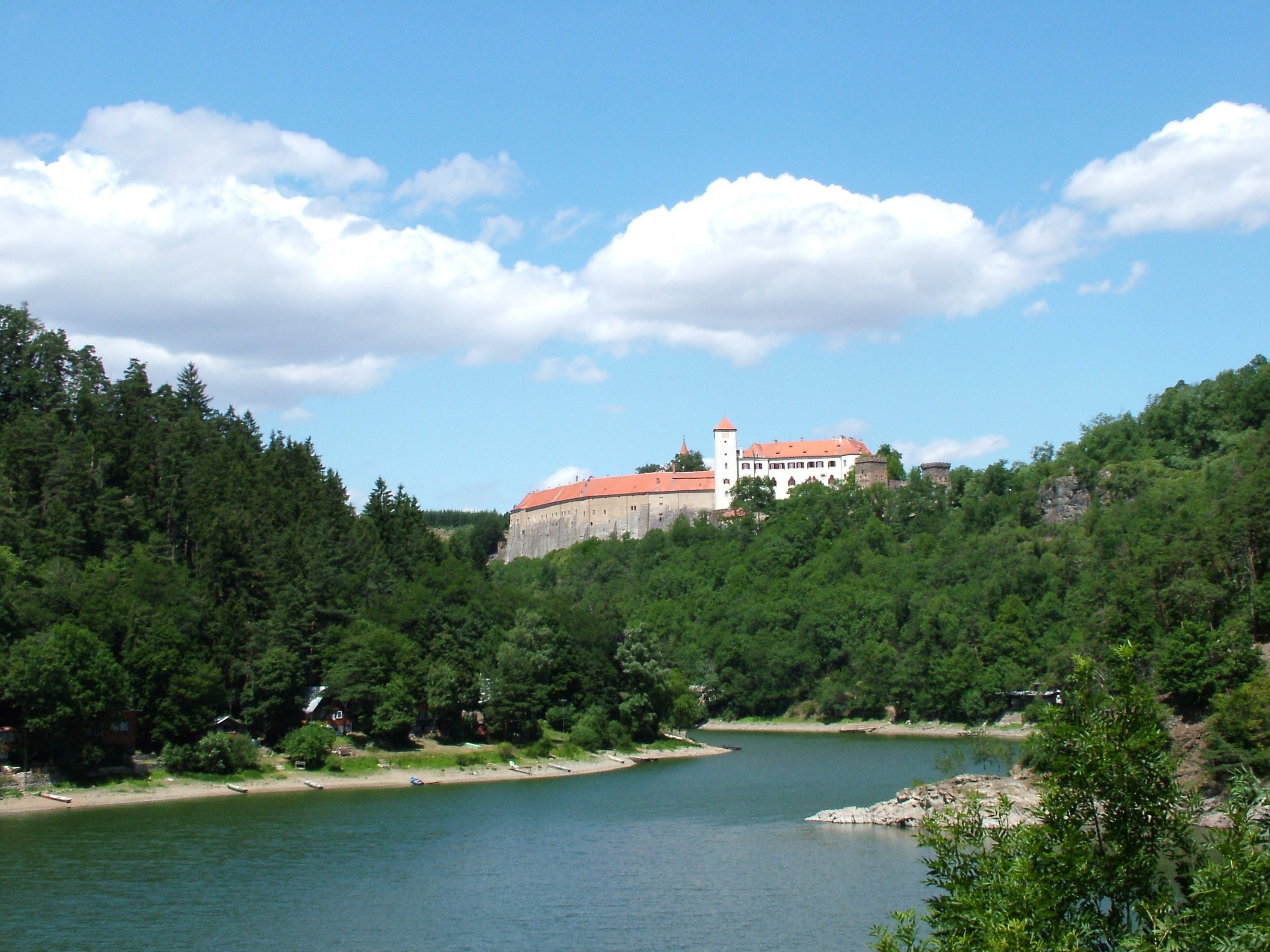
Burg Bítov (Vöttau), Mähren
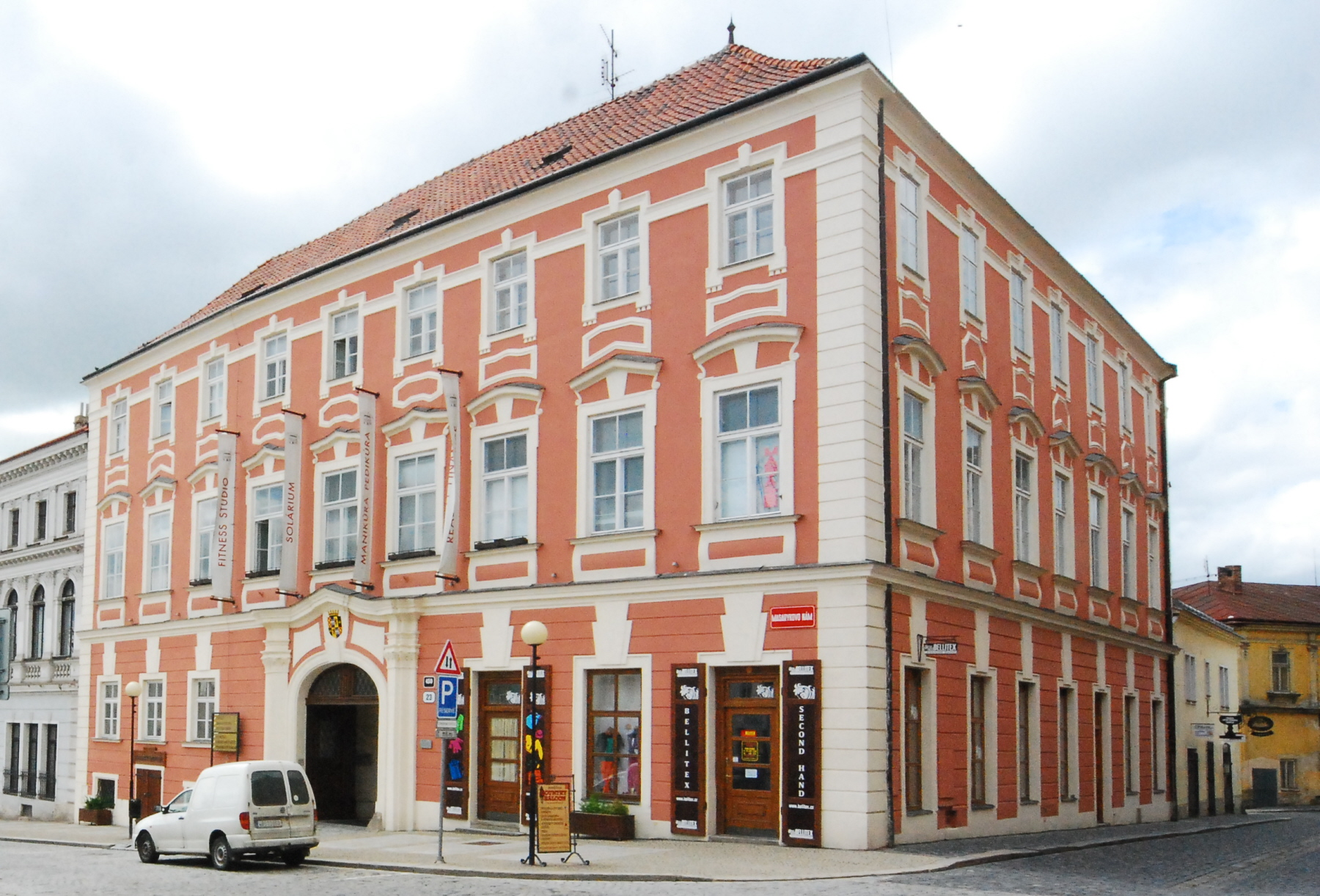
Palais Daun, Znaim
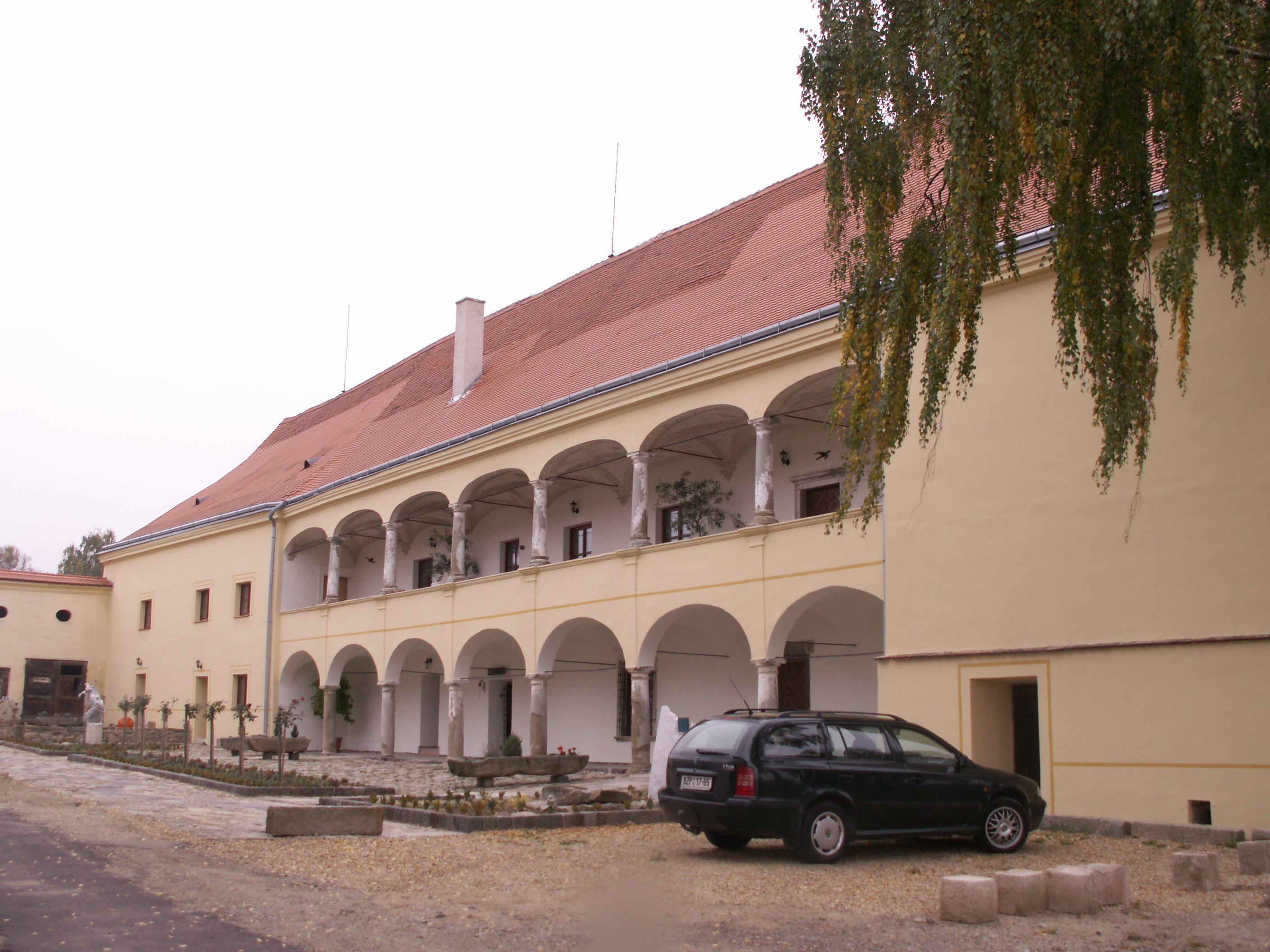
Schloss Unter-Latein, Mähren
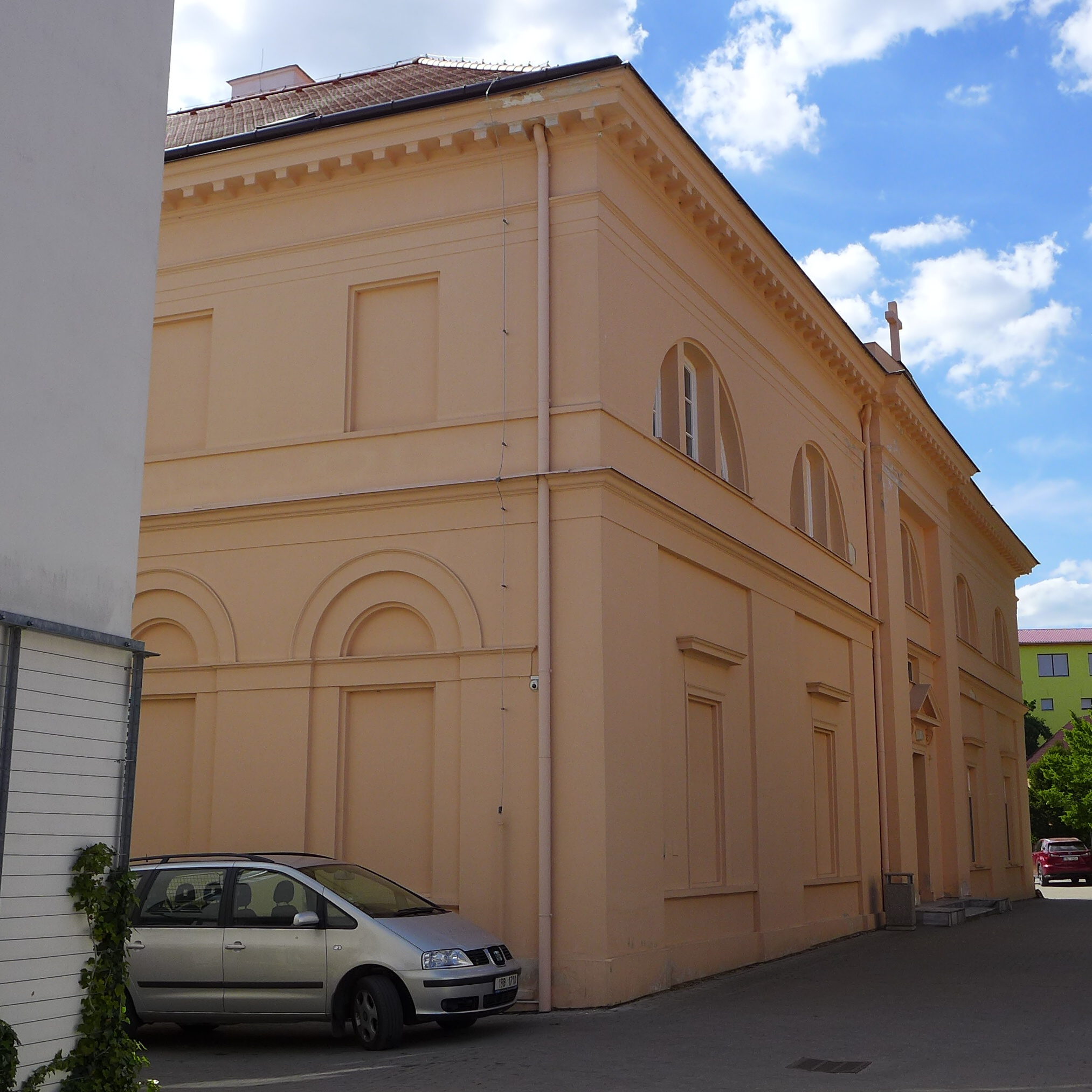
Schloss Skalitz, Mähren
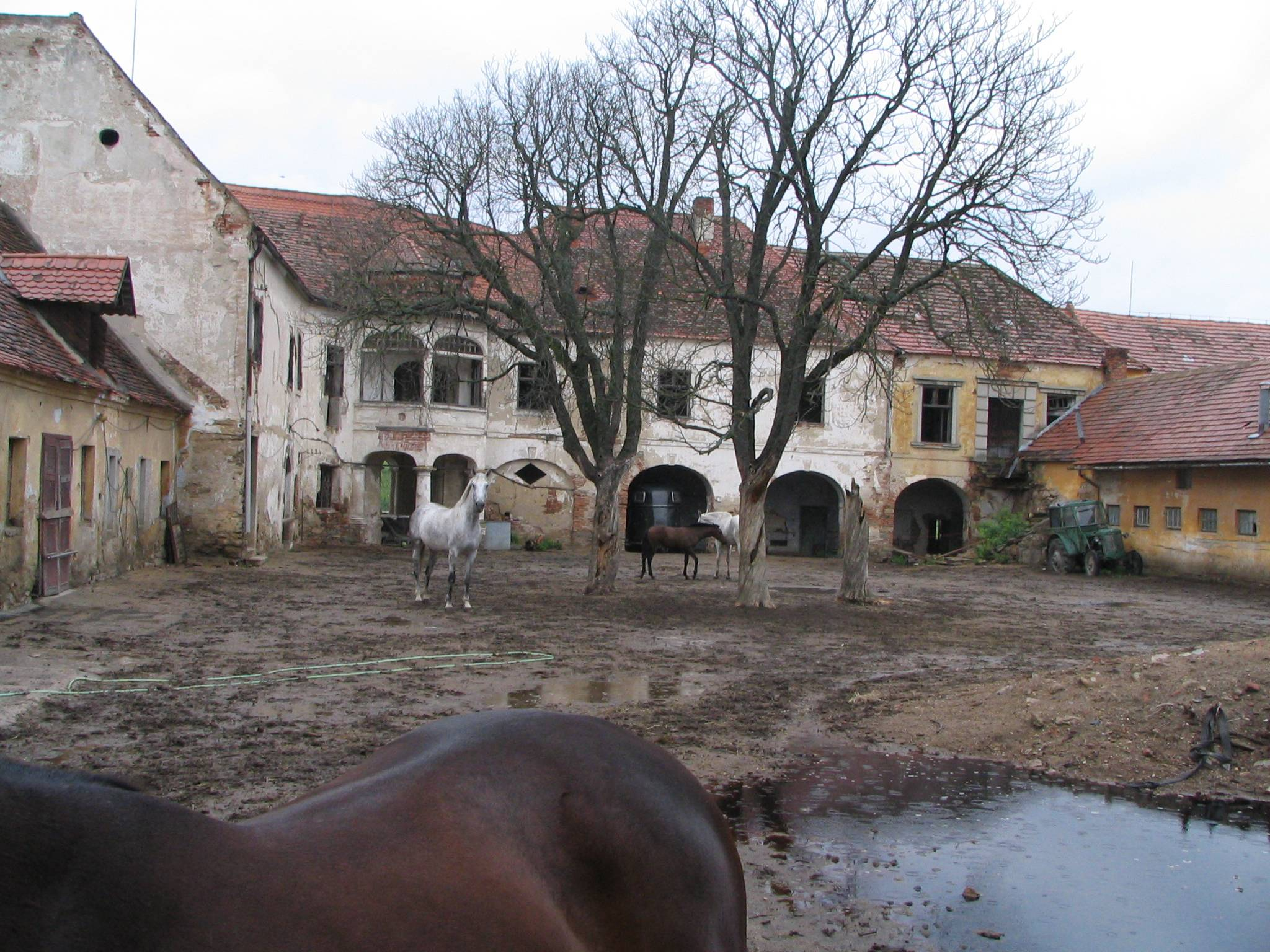
Schloss Röschitz, Mähren

### Portugal

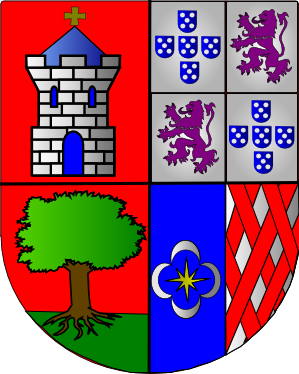
Familienwappen Daun im Wappen der portugiesischen Herzöge von Saldanha

Im Jahre 1846 wurde der portugiesische Staatsmann und General João Carlos de Saldanha Oliveira e Daun (1790–1876), der über ein halbes Jahrhundert lang die Geschicke seines Landes mitbestimmt hatte, durch Königin Maria II. zum Herzog von Saldanha erhoben.
Da Maria Amália de Carvalho Daun, die Mutter des 1. Herzogs von Saldanha, aus dem Adelsgeschlecht der Daun stammte, führen die Herzöge von Saldanha bis heute auch den Namen „Daun“ sowie das Daun’sche Familienwappen, so derzeit João Carlos Duarte de Saldanha e Daun (* 1947) als 5. Herzog von Saldanha.

## Wappen

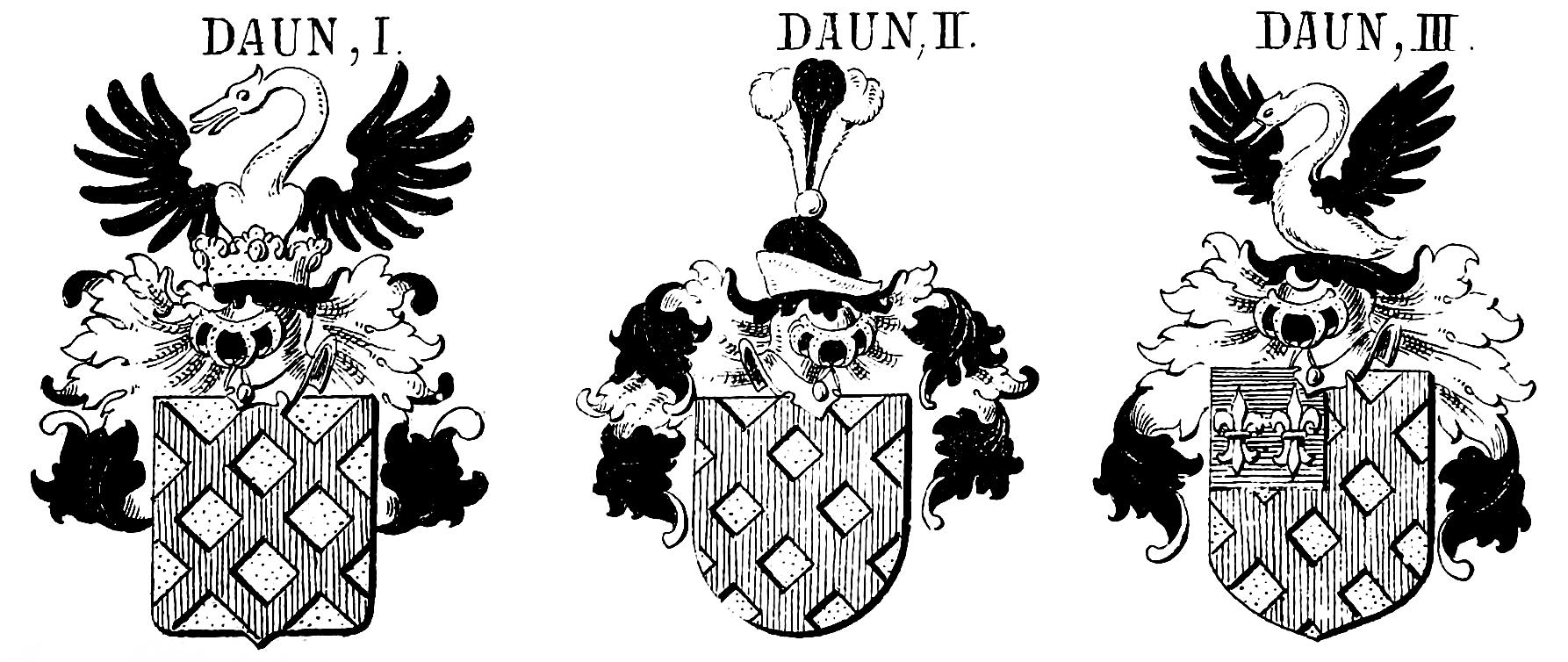
Wappen derer von Daun, Siebmachers Wappenbuch 1918

Bereits das ältere Geschlecht der Herren von Daun soll das Wappen mit dem Dauner Gitter geführt haben. Nach dem Aussterben dieser Familie 1163 übernahm Richardus de Duna, ein früherer Dienstmann dieses Geschlechtes, den Namen und auch das Wappen seiner früheren Herren.

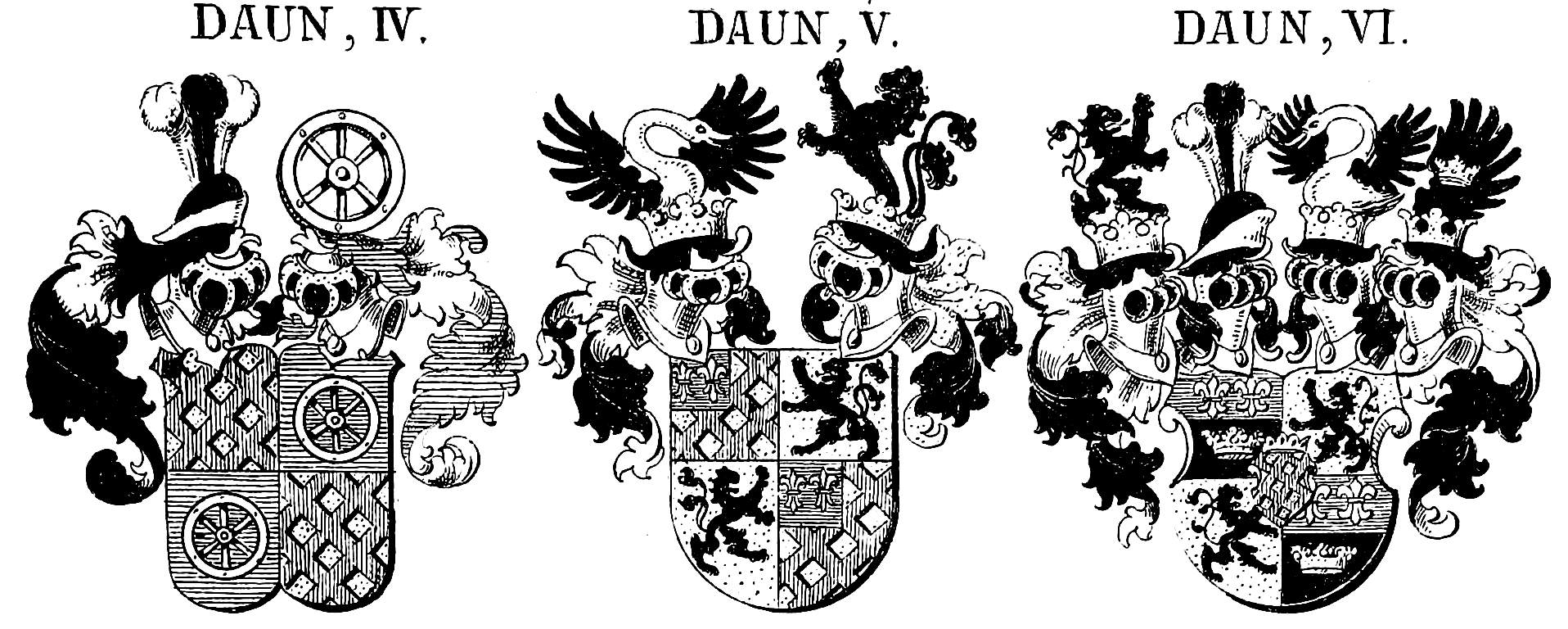
Wappen der Grafen von Daun, Siebmacher 1918

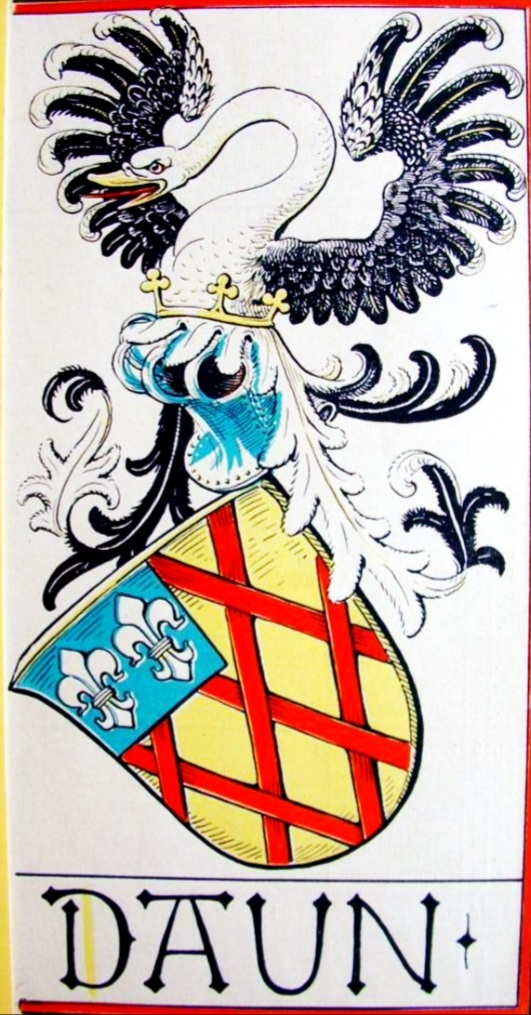
Stammwappen derer von Daun, Grafik von Otto Hupp

Die „Herren zu Daun-Falkenstein“ führten das rote Schräggitter aus dem Stadtwappen von Daun geviert mit dem Wappen der Grafschaft Falkenstein.
Das Wappen der Reichsgrafen von Daun war geviert mit gekröntem goldenem Herzschild: darin in rotes Schräggitter (= Stammwappen Daun); 1 und 4 geteilt. oben in Blau zwei silberne Lilien, unten in Schwarz eine goldene Blätterkrone; 2 und 3 in Gold ein einwärts gewendeter schwarzer Löwe (= Sassenheim). Vier Helme mit schwarz-silbernen Decken: I gekrönt, als Helmzier ein auf der Helmkrone stehender schwarzer Löwe (= Sassenheim); II als Helmzier ein silbern gestulpter schwarzer Hut mit drei Straußenfedern (schwarz-silbern-schwarz); III gekrönt, als Helmzier ein silberner Schwan mit schwarzen Flügeln (= Helmzier des Stammwappens), IV gekrönt, als Helmzier ein schwarzer, mit goldener Blätterkrone belegter Flug.
Nach der Namens- und Wappenvereinigung Pálffy-Daun von Erdőd wurde das Wappen der Daun als Hintergrund des Wappens der Pálffy von Erdőd geführt.

## Personen
Bekannte Mitglieder der Familie waren unter anderem:
- Heinrich III. von Daun-Oberstein († 1319), Bischof von Worms
- Philipp von Daun-Oberstein (1463–1515), Erzbischof und Kurfürst von Köln
- Wirich V. von Daun-Falkenstein (* um 1473, † 1546), Begründer der Linie Daun-Falkenstein
- Wirich von Daun (1542–1598), Graf von Falkenstein, Herr zu Oberstein und Broich, niederrheinischer Staatsmann
- Wilhelm Wirich von Daun-Falkenstein (1613–1682), Letzter der Linie Daun-Falkenstein
- Wilhelm Johann Anton Graf Daun (1621–1706), ging nach Wien und wurde österreichischer Feldmarschall
- Wirich Philipp Graf Daun (1669–1741), österreichischer Feldmarschall, 1707–1708 Vizekönig von Neapel, 1. Fürst von Teano
- Heinrich Richard Lorenz Graf Daun (1673–1729), österreichischer Feldmarschallleutnant
- Heinrich Dietrich Martin Joseph Graf Daun (1678–1761), Feldmarschall und Hofkriegsrat
- Leopold Graf Daun (1705–1766), österreichischer Feldmarschall im Siebenjährigen Krieg
- Eleonora Ernestina Gräfin Daun (1721–1789), Ehefrau des Marquês de Pombal, Premierminister von Portugal

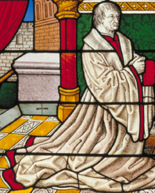
Philipp II. von Daun-Oberstein († 1515), Erzbischof von Köln
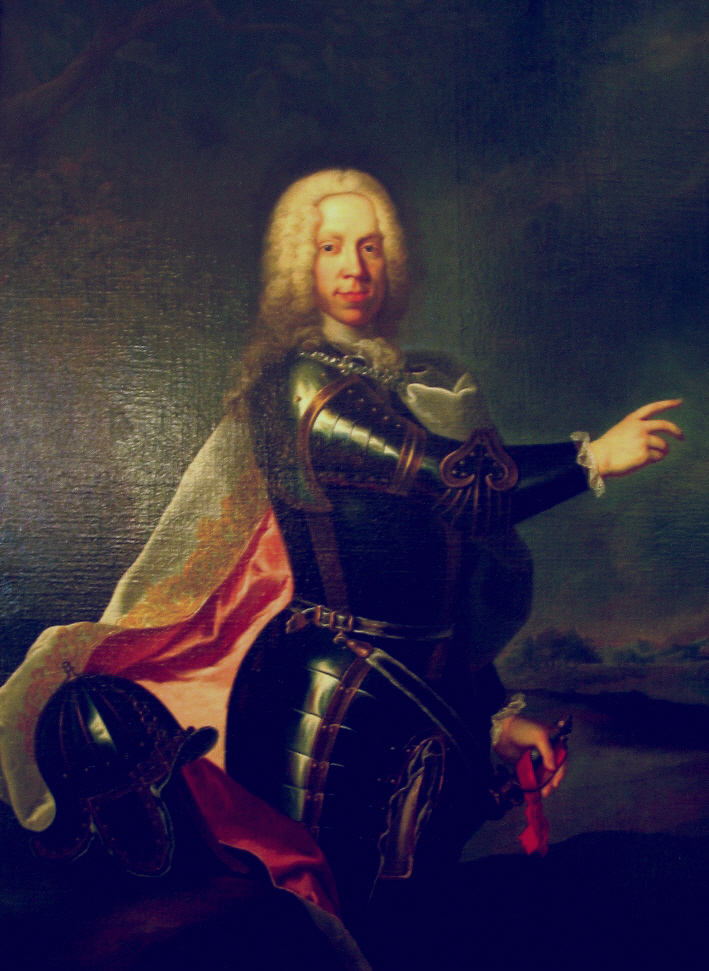
Wirich Graf Daun († 1741), Feldmarschall
Leopold Graf Daun († 1766), Feldmarschall
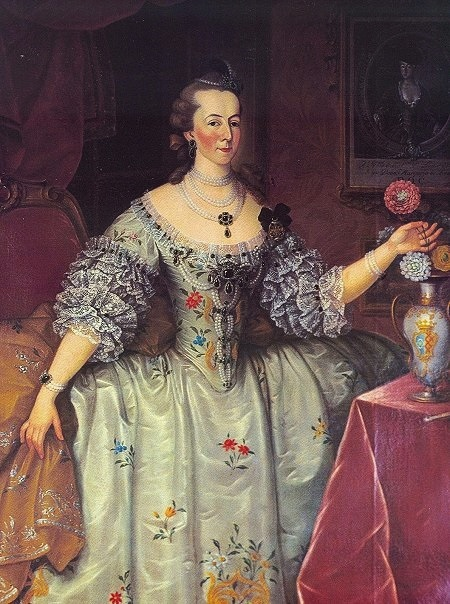
Eleonora Ernestina Gräfin Daun (1721–1789), Ehefrau des Marquês de Pombal

## Besitzungen

### Pfalz und Rheinland
- Burg Daun und Stadt Daun
- Herrschaft Oberstein mit Schloss Oberstein
- Grafschaft Falkenstein mit Burg Falkenstein

Durch die Heirat des Wirich V. von Daun-Falkenstein mit Irmgard von Sayn fiel 1508 das Erbe von deren Adoptivvater Graf Johann von Limburg-Broich im Rhein- und Ruhrgebiet an die Daun-Falkensteiner, welche es bis zu einem weiteren Erbgang Ende des 17. Jahrhunderts behielten:
- Grafschaft Limburg mit Schloss Hohenlimburg (1542 durch Gräfin Amöna an ihren Ehemann Graf Gumprecht IV. von Neuenahr-Alpen gefallen)
- Herrschaft Broich mit Schloss Broich (1508 bis 1682)
- Herrschaft Linnep
- Haus Bürgel

### Österreich und Mähren
Österreich:
- Palais Daun-Kinsky in Wien
- Schloss Ladendorf in Niederösterreich
- Blaues Schloss in Laxenburg

Mähren:
- Burg Bítov (Vöttau)
- Palais Daun in Znaim
- Unter-Latein und Ober-Latein
- Skalitz
- Ober-Kaunitz
- Chlupitz
- Allingau
- Röschitz mit Kordula
- Biskupitz